# Biserica Doamnei
Biserica Doamnei, situată la intersecția Căii Victoriei cu bulevardul Regina Elisabeta, numită astfel deoarece a fost înălțată de doamna Maria, soția lui Șerban Cantacuzino (1678 - 1688), reprezintă un important monument de arhitectură (cod LMI B-II-m-A-18584) deoarece ilustrează caracteristicile etapei de trecere de la stilul folosit în epoca domnitorului Matei Basarab (1632 - 1654) la acea strălucită perioadă de înflorire a arhitecturii și a artelor decorative din timpul domniei lui Constantin Brâncoveanu (1688 - 1714).

## Descriere
Ctitoria doamnei Maria Cantacuzino - terminată în anul 1683 - este o construcție cu plan dreptunghiular în care se pătrunde printr-un pridvor prevăzut cu opt coloane subțiri din piatră și acoperit cu două calote sferice. Ușa de la intrare, cu un arc în acoladă la partea superioară, este bogat ornamentată cu sculpturi prevestind abundența elementelor decorative ce aveau să caracterizeze epoca brâncovenească. Ferestrele, în schimb, au ramele înzestrate cu o decorație mai simplă, formată din baghete întretăiate, așa cum se poate vedea la ctitoriile moldovenești ale epocii.
Fațadele bisericii sunt împărțite în două registre de un brâu masiv, încadrat de două rânduri de cărămizi dispuse în dinți de ferăstrău.
În interior, edificiul păstrează pictura murală realizată în secolul al XVII-lea de zugravii Constantinos și Ioan. De remarcat, de asemenea, faptul că pronaosul este despărțit de naos prin trei arcade susținute de coloane robuste din piatră impodobite cu sculpturi. 